# 55-ös busz (Budapest)

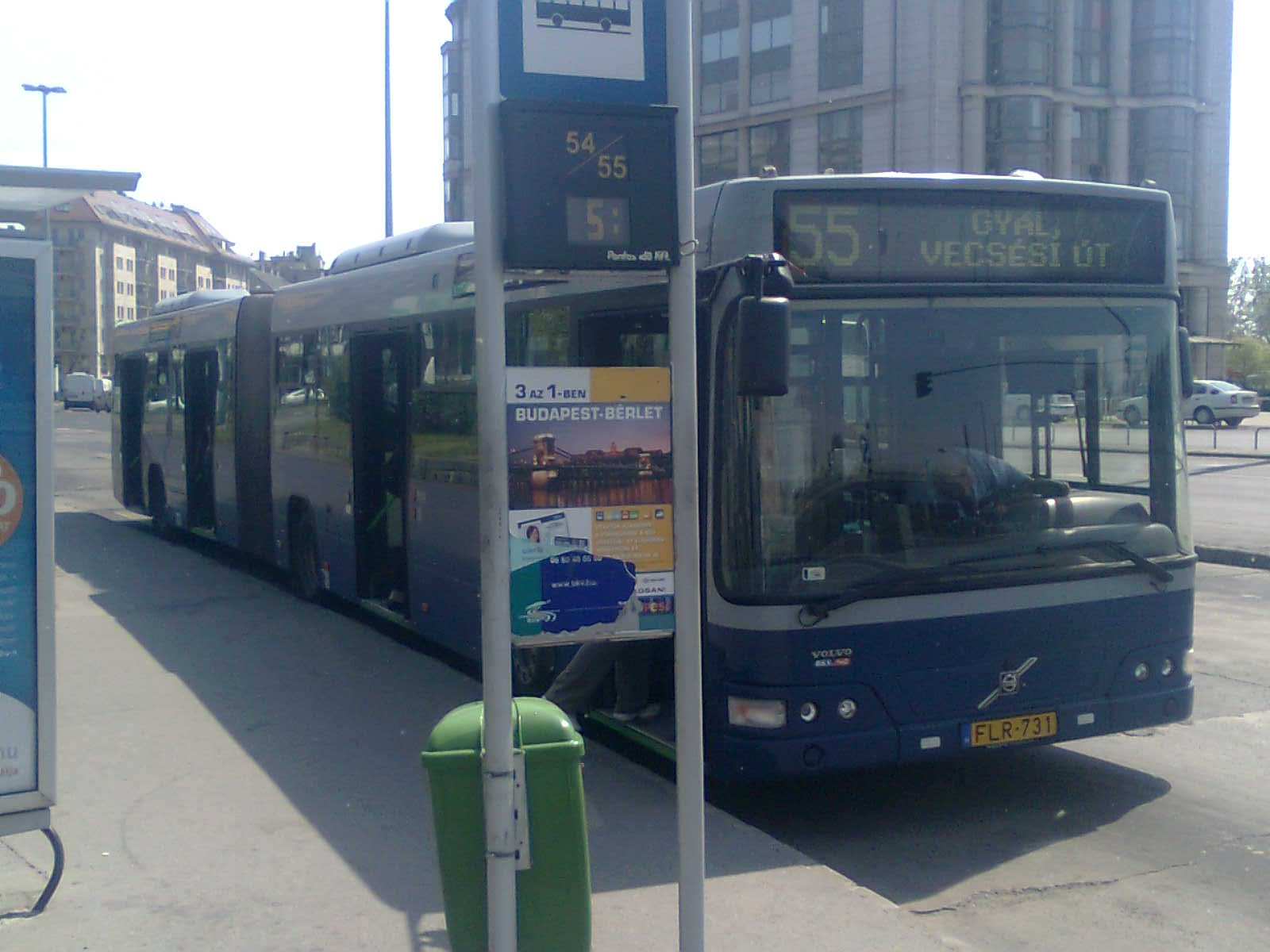
Volvo 7700A típusú csuklós busz a Boráros téren 55-ös jelzéssel

A budapesti 55-ös jelzésű autóbusz a Boráros tér HÉV-állomás és Gyál, Vecsési út között közlekedik. Gyálon hurokjárati jelleget betöltve a Kőrösi út – Ady Endre utca – Széchenyi István utca – Vecsési út – Kőrösi út útvonalon tárja fel a települést. A viszonylatot a MÁV Személyszállítási Zrt. üzemelteti. Útvonala a Boráros tér és Pestszentimre vasútállomás között megegyezik az 54-es busszal, azzal összehangoltan közlekedik.

## Története
Itt a jelenlegi 55-ös busz története található. Ha az 1993-ban megszűnt, Hungária körgyűrűn közlekedő járat története érdekel, lásd az 55-ös busznál.
2006. október 1-jén a gyáli járatok átalakításával, a 94-es busz helyettesítésére jött létre az 55-ös busz, ezzel átszállás nélkül lehet utazni Gyál és Budapest között. 2008-as paraméterkönyv bevezetésekor az 54-es és 55-ös busszal párhuzamosan közlekedő gyorsjáratok jelzése is "E" jelzésre változott.
2010. május 1-jétől a buszok nem térnek be a Pestszentimre vasútállomásnál található Bocskai utca elnevezésű megállóba, hanem folyamatosan haladnak a Nagykőrösi úton, valamint új megállóhely létesült a Millenniumi Kulturális Központnál.
2014. május 24-én a járat üzemeltetését a Volánbusz vette át hétköznap Volvo 7900A, hétvégén pedig MAN Lion’s City típusú autóbuszokkal.
2018 áprilisától egészen 2019 decemberéig a vonalon Volvo 7900A Hybrid csuklós buszok is közlekedtek.
2020 őszétől az új generációs Mercedes-Benz Conecto G csuklós buszok is közlekednek a vonalon.

## Útvonala
| Gyál, Vecsési út felé |
| Boráros tér H vá. – Boráros tér – Soroksári út – Illatos út – Nagykőrösi út – Kőrösi út – Ady Endre utca – Széchenyi István utca – Gyál, Vecsési út vá. |
| Boráros tér felé |
| Gyál, Vecsési út vá. – Vecsési út – Kőrösi út – Nagykőrösi út – Illatos út – Soroksári út – Boráros tér – Boráros tér H vá.                             |

## Megállóhelyei
| 0                                  | Boráros tér H végállomás                                  | 50 | 2, 2B, 4, 6, 23 15, 54, 212, 212A, 212B, 223E, 224, 224E, 255E          | HÉV-állomás, autóbusz-állomás, Petőfi híd, Ibis Styles Budapest City Hotel, Duna Ház Bevásárlóközpont                     |
| 2                                  | Haller utca / Soroksári út                                | 48 | 2, 2B, 23, 24 54, 223E, 224, 224E, 255E                                 | Zwack Unicum Múzeum és Látogatóközpont, Dandár Gyógyfürdő, NAV Központi ügyfélszolgálat, Millenniumi Kulturális Központ   |
| 3                                  | Müpa – Nemzeti Színház H                                  | 47 | 2, 24 54, 224                                                           | HÉV-megállóhely, Millenniumi Kulturális Központ, Müpa, Nemzeti Színház                                                    |
| 4                                  | Közvágóhíd H                                              | 45 | 1, 2, 24 54, 179, 223E, 224, 224E, 255E                                 | HÉV-állomás, OBI áruház, Budapest Park, Rákóczi híd                                                                       |
| 5                                  | Földváry utca (↓) Koppány utca (↑)                        | 43 | 54, 224                                                                 | Tesco áruház |
| 6                                  | Beöthy utca                                               | 41 | 54, 224                                                                 | |
| 8                                  | Kén utca H (Illatos út)                                   | 39 | 54, 224, 255E                                                           | Vasútállomás, HÉV-állomás, Illa Center bevásárlóközpont, Canada Hotel, Jaschik Álmos Művészeti Szakgimnázium              |
| 9                                  | Gubacsi út                                                | 38 | 2B, 51 54                                                               | |
| 10                                 | Külső Mester utca                                         | 37 | 54                                                                      | |
| 11                                 | Táblás utca                                               | 36 | 54, 255E                                                                | |
| 12                                 | Gyáli út                                                  | 34 | 54                                                                      | |
| 13                                 | Nagykőrösi út / Határ út                                  | 32 | 54, 66, 66B, 66E, 84E, 89E, 94E, 123, 123A, 148, 254E, 255E, 294E 3, 52 | |
| 14                                 | Rákóczi utca (↓) Gomb utca (↑)                            | 31 | 54                                                                      | |
| 15                                 | Kossuth Lajos utca (↓) Újlaki utca (↑)                    | 30 | 54, 254E                                                                | |
| 16                                 | Irányi utca (↓) Pannónia út (↑)                           | 30 | 54                                                                      | |
| 16                                 | Nagysándor József utca (↓) Hunyadi utca (↑)               | 29 | 54, 84E, 89E, 99, 151, 294E 607, 608, 656, 657, 679                     | |
| 17                                 | Debrecen utca (↓) Batthyány utca (↑)                      | 28 | 54                                                                      | |
| 18                                 | Radnó utca (↓) Zrínyi utca (↑)                            | 27 | 54, 68                                                                  | |
| 19                                 | Kéreg utca (↓) Vas Gereben utca (↑)                       | 25 | 54, 68, 84E, 89E, 294E                                                  | |
| 19                                 | Alvinc utca                                               | ∫  | 54, 84E, 89E, 294E                                                      | |
| 20                                 | Naszód utca (Használtcikk piac) (↓) Használtcikk piac (↑) | 23 | 54, 84E, 89E, 294E 607, 608                                             | |
| 22                                 | Autópiac                                                  | 22 | 54                                                                      | Autópiac |
| 24                                 | Szentlőrinci út                                           | 21 | 36, 54, 84E, 89E, 94E, 254E, 255E, 294E                                 | Dél-pesti autóbuszgarázs                                                                                                  |
| 25                                 | Kamiontelep                                               | 20 | 54, 84E, 89E, 94E, 254E, 294E                                           | Kamion parkoló |
| 25                                 | Közdűlő út                                                | 19 | 54                                                                      | |
| 26                                 | Zöldségpiac                                               | 18 | 54, 84E, 89E, 294E                                                      | Nagykőrösi úti zöldség piac                                                                                               |
| 27                                 | Pestszentimre felső vasútállomás                          | 17 | 54, 84E, 89E, 294E S21                                                  | Vasútállomás |
| 28                                 | Bethlen Gábor utca                                        | 14 | 54, 84E, 89E, 255E, 294E                                                | |
| 29                                 | Eke utca                                                  | 14 | 54, 84E, 89E, 294E                                                      | Lidl áruház |
| 31                                 | Pestszentimre vasútállomás (Nagykőrösi út)                | 13 | 54, 84E, 89E, 94E, 166, 254E, 255E, 266, 294E S21                       | Városközpont, Posta, Szentimrei Diána Gyógyszertár, OTP Bank, UniCredit Bank, Budapest Bank, Pestszentimrei Közösségi Ház |
| 33                                 | Csolt utca                                                | 11 | 89E, 94E, 294E                                                          | |
| 34                                 | Ár utca (↓) Paula utca (↑)                                | 10 | 89E, 94E, 294E                                                          | |
| 35                                 | Kalász utca                                               | 8  | 89E, 94E, 294E                                                          | |
| Budapest–Gyál közigazgatási határa |                                                           |    |                                                                         | |
| 36                                 | Gyál felső vasútállomás                                   | 7  | 89E, 94E, 294E S21                                                      | vasútállomás |
| 37                                 | Ady Endre utca                                            | 5  | 89E, 94E, 294E 578, 609                                                 | |
| 39                                 | Rákóczi Ferenc utca                                       | ∫  | 94E, 294E 578, 609                                                      | |
| 40                                 | Széchenyi utca / Ady Endre utca                           | ∫  | 84E, 94E, 294E 578, 609                                                 | |
| 41                                 | Somogyi Béla utca / Széchenyi utca                        | ∫  | 84E, 94E, 294E 578, 609                                                 | |
| 42                                 | Bocskai István utca / Széchenyi utca                      | ∫  | 84E, 94E, 294E 578, 609                                                 | |
| ∫                                  | Somogyi Béla utca / Kőrösi út                             | 3  | 89E, 94E, 294E 578, 609                                                 | |
| ∫                                  | Bocskai István utca / Kőrösi út                           | 2  | 89E, 94E, 294E 578, 609 S21 (Gyál vasútállomás)                         | |
| ∫                                  | Kőrösi út                                                 | 1  | 94E, 294E 578, 609                                                      | |
| ∫                                  | Szent István utca                                         | 0  | 94E, 294E 578, 609                                                      | |
| 44                                 | Gyál, Vecsési út végállomás                               | 0  | 84E, 94E, 294E 578, 609                                                 | |